# Stazione di Yokoshiba
La stazione di Yokoshiba (横芝駅?, Yokoshiba-eki) è una stazione ferroviaria situata nella cittadina di Yokoshibahikari, nella prefettura di Chiba, in Giappone. 
La stazione è servita dalla linea principale Sōbu della JR East.

## Linee e servizi
East Japan Railway Company
■ Linea principale Sōbu

## Struttura
La stazione è dotata di due marciapiedi, uno laterale e uno a isola, con tre binari passanti in superficie. Il fabbricato viaggiatori si trova su un lato, e il secondo marciapiede è accessibile da una passerella.
| 1-3 | ■ Linea principale Sōbu | per Sakura, Chiba e Tokyo |
| 2-3 | ■ Linea principale Sōbu | per Yōkaichiba e Chōshi   |

## Stazioni adiacenti
| «                     | Servizio              | »                     |
| Linea principale Sōbu | Linea principale Sōbu | Linea principale Sōbu |
| --------------------- | --------------------- | --------------------- |
| Matsuo                | Tutti i treni         | Iigura                |